# Туники (Обухівський район)
Ту́ники —  село в Україні, у Богуславській міській громаді Обухівського району Київської області. Колишній орган місцевого самоврядування — Шупиківська сільська рада, від 2020 року — Шупиківський старостинський округ, до складу якого входять села Шупики, Карандинці, Туники. Населення становить 196 осіб.

## Географія
Село розташоване на відстані 73 км від районного центру та на відстані 15 км від найближчої залізничної станції Миронівка.

## Населення
За переписом 1923 року та відомості оподаткування Губхарчкому 1922 року в селі налічувалося 179 домогосподарств, а населення становило 750 осіб, з них 348 чоловіків та 402 жінки, у 2001 році — 151 особа, у 2020 році — 196 осіб.
Мова
Розподіл населення за рідною мовою за даними перепису 2001 року був наступним:
| українська | 193 | 98,47 |
| російська  | 3   | 1,53  |

## Історія
Точної дати заснування села Туники не відомо, але на старому сільському цвинтарі є поховання датоване 1626 роком. 
У 1923 році Туники були центром Туниківської сільської ради Богуславської волості, Шевченківської округи, Київської губернії.
Під час Голодомору 1932—1933 років померло щонайменше 56 жителів села.
Під час Великого терору 1937—1938 років, коли сталінські репресії були різко посилені й доведені до максимуму своєї інтенсивності, було репресовано 7 мешканців села.

## Відомі люди
- Линник (Кириченко) Ольга Омелянівна (нар. 27 липня 1928, с. Туники) — визнана Праведницею світу за порятунок єврейської родини Алти та Клари Бразілевських з Богуслава у серпні—листопаді 1941 року[12][9].